# Liste der Kulturdenkmäler in Bad Endbach
Die folgende Liste enthält Kulturdenkmäler auf dem Gebiet der Gemeinde Bad Endbach im Landkreis Marburg-Biedenkopf, Hessen.
| Bild           | Bezeichnung                            | Lage                                         | Beschreibung | Bauzeit             | Daten |
| -------------- | -------------------------------------- | -------------------------------------------- | --- | ------------------- | ----- |
| weitere Bilder | Ehemaliges Eisenbahnviadukt            | Bad Endbach, Landstraße o. Nr. Lage          | Neunbogiges Sandstein- und Diabas-Viadukt über das Salzbödetal an der Bahnstrecke Herborn-Niederwalgern von Hentzen und Pietig. Erbaut 1899–1901. 165 m lang, 15 m hoch. | 1899–1901           |       |
| weitere Bilder | Evangelische Kirche                    | Bottenhorn, Kirchstraße 15 Lage              | Neugotischer Saalbau mit 5/8-Schluss-Chor und Diabasverkleidung, Spitzhelm; Das Schiff mit offenem Dachstuhl, der Chor mit Rippengewölbe; erbaut 1885–1887 von Bauinspektor Cramer | 1885–1887           |       |
| weitere Bilder | Ehemaliges Gemeindebackhaus und Schule | Bottenhorn, Kreuzstraße 12 Lage              | Bau von 1776. Erdgeschoss aus Natursteinmauerwerk mit aufwendigem Fachwerkobergeschoss, Schnitzereien und Portalrahmung. Mittelalterliches Schiff mit Pseudomansarddach; Brüstungsmalereien aus dem 17. Jh. an der Empore. Glocken aus dem 15. Jh.                                                                                 | 1776                |       |
| weitere Bilder | Evangelische Kirche                    | Günterod, Birkenberg 6 Lage                  | Niedriger romanischer Chorturm (verm. ehem. Wehrturm) aus dem 12. Jahrhundert mit Spitzhelm und Ährenmauerwerk. Mittelalterliches Schiff angehängt; bei Erweiterung 1976/1977 Flachdecke durch hölzerne Spitztonne ersetzt. | 12. Jahrhundert     |       |
| weitere Bilder | Evangelische Kirche                    | Hartenrod, Kirchberg o. Nr. Lage             | 1856–1858 erbaut. stattlicher zweigeschossiger Bau mit Bruchsteinmauerwerk und Turm mit Pyramidenhelm von Kreisbaumeister Sonnemann, Oberbaurat Lerch, Pfarrer G. Hammann sowie Kreisbaumeister P. Billhardt. Wichtig für die Entwicklungsgeschichte des Kirchenbaus im Großherzogtum Hessen im Zusammenhang mit dem Neuluthertum. | 1856–1858           |       |
| weitere Bilder | Ehemaliges Eisenbahnviadukt            | Hartenrod, Schlierbacher Straße o. Nr. Lage  | Neunbogiges Sandstein und Diabas-Viadukt über das Schlierbachtal an der Bahnstrecke Herborn-Niederwalgern von Hentzen und Pietig. Erbaut 1899–1902 | 1899–1902           |       |
| weitere Bilder | Alte Kirche Wommelshausen              | Wommelshausen Lage                           | Verputzter Saalbau (13,00 × 9,30 m) mit Spitzhelm-Dachreiter. Umbauten/Renovierungen an Mauerkrone und Giebelwänden 1269, 1274 und 1284 (dendrochronologisch belegt). Der ehem. Chor (querrechteckig 6,10 × 3,50 m) wurde bei einem Umbau 1720 abgebrochen. Flachdecke mit drei Stützen.                                           | 11./12. Jahrhundert |       |
| weitere Bilder | Ehemaliges Eisenbahnviadukt            | Wommelshausen-Hütte, Am Wildbach o. Nr. Lage | Dreibogiges Viadukt über ein Nebental der Salzböde an der Bahnstrecke Herborn-Niederwalgern von Hentzen und Pietig. Erbaut 1899–1901 | 1899–1901           |       |

Diese Liste enthält Denkmäler aus der vorhandenen einschlägigen Literatur. Diese wird im Abschnitt Einzelnachweise referenziert. Die Denkmaleigenschaft – und damit der gesetzliche Schutz – wird in §2 des Hessischen Denkmalschutzgesetzes (HDSchG) definiert und hängt nicht von der Eintragung in eine Denkmalliste ab. Auch Objekte, die nicht in der Denkmalliste verzeichnet sind, können Denkmäler sein. Eine verbindliche Auskunft erteilt das Hessische Landesamt für Denkmalpflege.